# Строшовиці
Строшовиці (пол. Stroszowice, нім. Stroschwitz) — село в Польщі, у гміні Левін-Бжеський Бжезького повіту Опольського воєводства. Населення — 173 особи (2011).

## Демографія
Демографічна структура станом на 31 березня 2011 року:
|          | Загалом | Допрацездатний вік | Працездатний вік | Постпрацездатний вік |
| -------- | ------- | ------------------ | ---------------- | -------------------- |
| Чоловіки | 83      | 20                 | 55               | 8                    |
| Жінки    | 90      | 13                 | 54               | 23                   |
| Разом    | 173     | 33                 | 109              | 31                   |